# Peleteria pygmaea
Peleteria pygmaea är en tvåvingeart som först beskrevs av Macquart 1851.  Peleteria pygmaea ingår i släktet Peleteria och familjen parasitflugor. Inga underarter finns listade i Catalogue of Life.